# Armilustrium
Dans la Rome antique, l′Armilustrium est une fête religieuse célébrée le 19 octobre près du Vicus Armilustri en l'honneur du dieu Mars, pour purifier les armes après les campagnes militaires de l'année.

## Déroulement

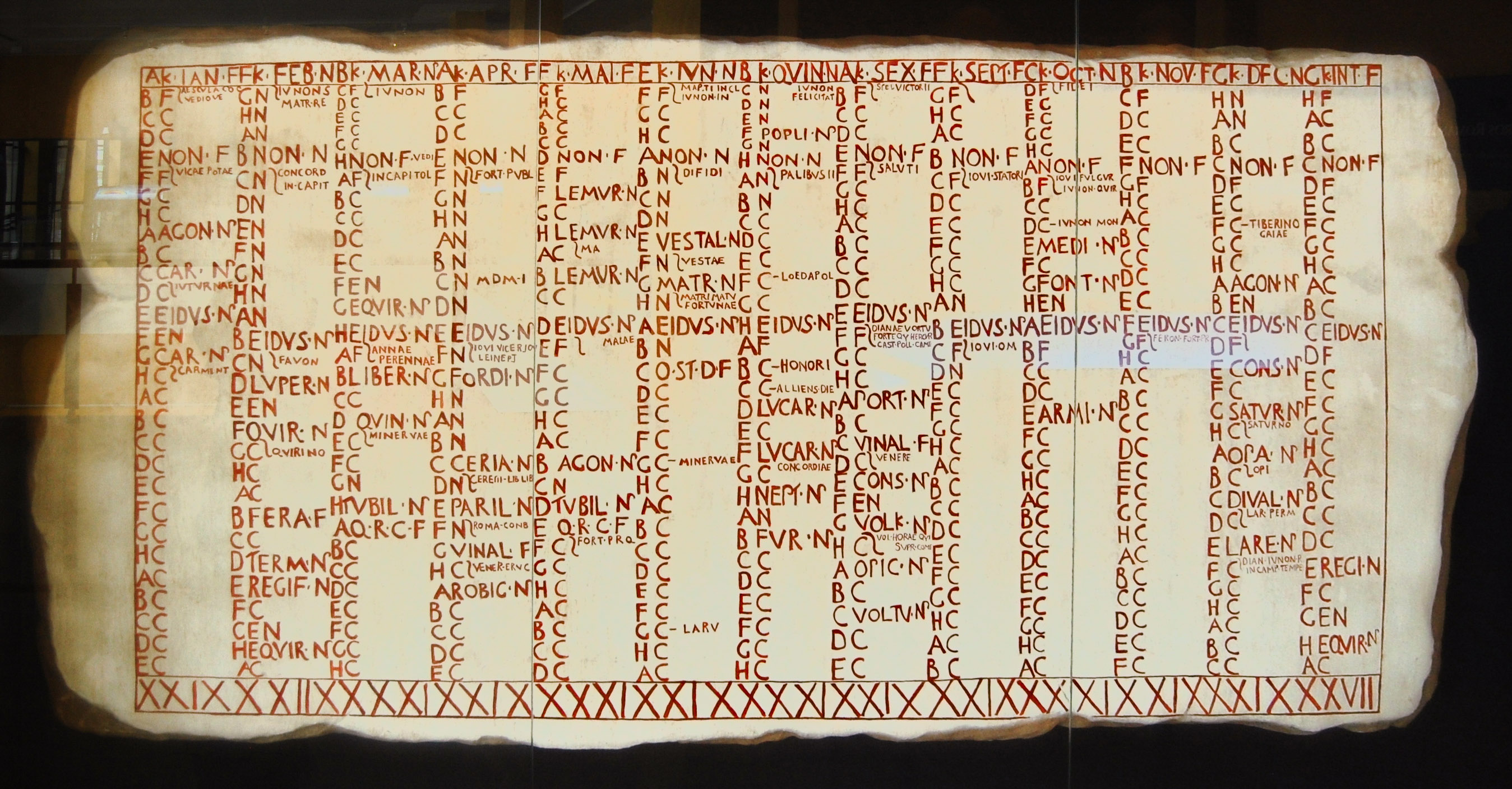
Reproduction du calendrier des Fasti Antiates maiores Sur le mois d'octobre, l'Armilustrium est noté ARMI.

Le mois d'octobre marquait dans la Rome archaïque la fin des actions militaires et la démobilisation des soldats, avec plusieurs cérémonies, le rituel du Cheval d'octobre (October equus) aux Ides d'octobre (15 octobre) et la purification des armes (Armilustrium, notée ARM sur le calendrier romain) le 19 octobre,.
On sait assez peu de choses sur l'Armilustrium, à partir de seulement quelques brèves définitions des auteurs antiques. Varron donne plusieurs définitions du mot : la première « Armilustrium (lieu où se faisait la revue religieuse de l'armée) vient de ambire (aller autour) et de lustrum (purification, revue) », et la seconde : « Armilustrium, jour férié, qui doit ce nom au lieu appelé armilustrium, où les soldats célèbrent des jeux sacrés, à moins plutôt que le lieu ne doive son nom à cette sorte de jeux ; mais, quelle qu'en soit l'origine, armilustrium dérive évidemment de ludere (jouer) ou de lustrare (parcourir), comme l'indique l'exercice auquel se livrent les soldats, et qui consiste à tourner en jouant, armés de boucliers ». L'origine du mot donnée par le dictionnaire Gaffiot est plus étymologique, en le tirant de arma, arme et du verbe lustro, -are, « purifier par un sacrifice expiatoire ».
Festus énonce que « c'était, chez les Romains, une fête dans laquelle ils accomplissaient armés les cérémonies divines, et sonnaient de la trompette durant le sacrifice ».
Sur la base de ces indications, Georges Dumézil synthétise la cérémonie de la façon suivante : des hommes en armes (des soldats ou les prêtres Saliens ?) représentant l'armée faisaient des sacrifices au son des trompettes, puis les boucliers sacrés étaient promenés à travers la ville.
La nature du sacrifice n'est pas précisée dans les descriptions de l'Armilustrium, mais vraisemblablement un suovetaurile (sacrifice d'un porc, d'un mouton et d'un taureau) est offert au dieu Mars, comme il est d'usage pour les lustrations effectuées par les censeurs en préliminaire et en clôture des opérations de recensement.

## Localisation

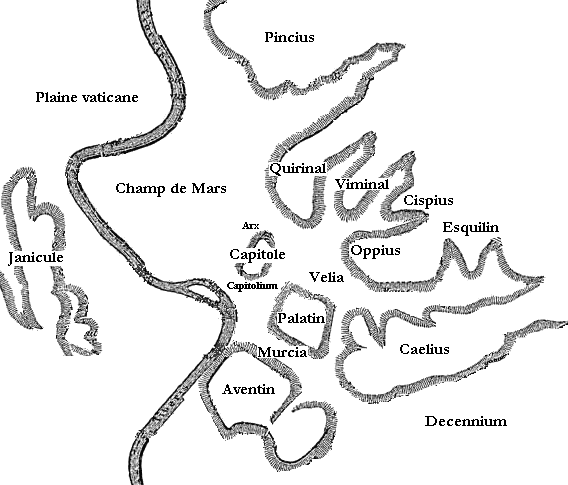
La colline de l'Aventin, face au Tibre.

L'emplacement de la cérémonie donne son nom au vicus armilustrium (vicus : quartier en latin). Il était localisé à proximité de la colline de l'Aventin, d'après une indication de Plutarque qui situe près du lieu nommé armilustrium l'emplacement de la tombe de Titus Tatius, collègue royal de Romulus,. Cette appellation apparaît aussi sur quelques inscriptions lapidaires trouvées à Rome.